# Tell City
Tell City é uma cidade localizada no estado americano de Indiana, no Condado de Perry.

## Demografia
Segundo o censo americano de 2000, a sua população era de 7845 habitantes.
Em 2006, foi estimada uma população de 7595, um decréscimo de 250 (-3.2%).

## Geografia
De acordo com o United States Census Bureau tem uma área de
11,9 km², dos quais 11,8 km² cobertos por terra e 0,1 km² cobertos por água. Tell City localiza-se a aproximadamente 128 m acima do nível do mar.

## Localidades na vizinhança
O diagrama seguinte representa as localidades num raio de 20 km ao redor de Tell City.